# Ned’s Declassified School Survival Guide
A Ned's Declassified School Survival Guide (szó szerinti jelentése: "Ned titkosítatlan iskola-túlélési útmutatója") amerikai vígjátéksorozat (sitcom), amelyet a Nickelodeon sugároz. A műsor egy Ned nevű fiúról szól (ő a címszereplő), ahogy epizódonként útmutatót csinál ahhoz, hogyan lehet túlélni a középiskolát. Minden epizódban hozzáad egy újabb dolgot ehhez az útmutatóhoz, miközben tipikus tinédzser-dolgokkal is foglalkozik, mint a szerelem vagy a népszerűség. A sorozat 3 évadot élt meg 55 epizóddal, és 2004. szeptember 12-től 2007. június 8-ig ment Amerikában. Magyarországon soha nem sugározták. Amerikában viszont népszerű volt humora miatt. Négy DVD is készült a sorozatból.